# Antônio Afonso Lamounier Godofredo
Antônio Afonso Lamounier Godofredo (Itapecerica, 9 de maio de 1859 — Itapecerica, 30 de julho de 1929) foi um político brasileiro. Exerceu o mandato de deputado federal constituinte por Minas Gerais em 1891.